# Ryan Bennett
Ryan Bennett (ur. 6 marca 1990 w Grays) – angielski piłkarz grający na pozycji obrońcy. 19 września 2011 roku zadebiutował w reprezentacji do lat 21 w meczu z Norwegią.